# Saint-Loup, Tarn-et-Garonne
Saint-Loup är en kommun i departementet Tarn-et-Garonne i regionen Occitanien i södra Frankrike. Kommunen ligger i kantonen Auvillar som tillhör arrondissementet Castelsarrasin. År 2022 hade Saint-Loup 535 invånare.

## Befolkningsutveckling
Antalet invånare i kommunen Saint-Loup
| Referens: INSEE |